# 2010 en Finlande
Chronologie de la Finlande
- 2006
- 2007
- 2008
- 2009
- 2010
- 2011
- 2012
- 2013
- 2014

Cette page concerne les évènements survenus en 2010 en Finlande  :

## Évènement
- 4 janvier : Accident de la gare centrale d'Helsinki (en)
- 22 juin : Gouvernement Kiviniemi

## Sport
- Championnat de Finlande de football 2010
- Championnat de Finlande de hockey sur glace 2009-2010
- Championnat de Finlande de hockey sur glace 2010-2011
- 12-28 février : Participation de la Finlande aux Jeux olympiques d'hiver de Vancouver.
- 7-18 juillet : Organisation des championnats d'Europe juniors de natation
- 29-31 juillet : Rallye de Finlande

## Culture
- 30 janvier : Participation de la Finlande au Concours Eurovision de la chanson
- 21 novembre-2 décembre : Concours international de violon Jean-Sibelus (en) à Helsinki.

### Sortie de film
- Into Eternity
- Les Moomins et la chasse à la comète
- Père Noël Origines

## Décès
- Tony Halme,  catcheur (lutteur professionnel), pratiquant d'arts martiaux mixtes, boxeur, chanteur, acteur et personnalité politique.
- Helge Herala (en), réalisateur.
- Rolf Koskinen (en), athlète.
- Jorma Peltonen, joueur de hockey sur glace.
- Harry Siljander, boxeur.